# Chirotica brevilabris
Chirotica brevilabris là một loài tò vò trong họ Ichneumonidae.